# Stazione di Pontelagoscuro
Stazione di Pontelagoscuro vasútállomás Olaszországban, Ferrara település Pontelagoscuro frazionéjában.

## Vasútvonalak
Az állomást az alábbi vasútvonalak érintik:
- Padova–Bologna-vasútvonal

## Kapcsolódó állomások
A vasútállomáshoz az alábbi állomások vannak a legközelebb:
- Stazione di Ferrara
- Stazione di Occhiobello